# Core ’ngrato
Core ’ngrato – pieśń neapolitańska napisana w 1911 roku przez Alessandra Siscę i Salvatore Cardilla.
Autorem tekstu jest Alessandro Sisca, który urodził się w San Pietro in Guarano w Kalabrii, ukończył swoją edukację w Neapolu, a następnie wyemigrował do Nowego Jorku. Muzykę napisał Salvatore Cardillo, również emigrant z Neapolu do Nowego Jorku. Piosenka powstała w Stanach Zjednoczonych, ale zdobyła wielką popularność we Włoszech, o czym początkowo nie wiedzieli jej twórcy. Do swojego repertuaru włączyli ją m.in.: Enrico Caruso, Franco Corelli, Beniamino Gigli, Tito Schipa, Luciano Pavarotti, Plácido Domingo, José Carreras, Claudio Villa, Roberto Murolo, Mina, Vinicio Capossela, Andrea Bocelli, Il Volo.
Tematem piosenki jest wyznanie nieszczęśliwej miłość do Katarzyny (neapol. Catarì).